# Иван Цанкар
Иван Цанкар е словенски писател, драматург, поет и политически деец.

## Биография
Ражда се като 8-мо дете в семейството в градчето Върхника на 10 май 1876 г. Баща му работи като шивач, но не се задържа дълго на тази работа. Напуска ги и заминава да работи в Босна. Майка му не може да се справя сама с издръжката на семейството, макар да получава помощ от господарката си.
През 1882 г. Иван се записва в основното училище във Връхника. Завършва с отличен успех и се записва в Люблянското основно училище. По онова време живее при братовчед на баща си, но скоро се премества в друго жилище заради високия наем. Въпреки тежките моменти и притесненията си от време на време пътува до Пула при свои роднини.
След завършването си през 1888 г. заминава за Виена да учи инженерни науки, но скоро презаписва славистика.
Тогава загубва изцяло финансовата подкрепа на Кранския край, която се равнява на 20 златни динара. През 1897 г. се премества да живее в Пула след смъртта на майка му. Скоро се връща във Виена, където остава до 1909 г. 2 години преди това се опитва да навлезе в политиката като кандидат на социалдемократите, но безуспешно. След Виена живее известно време в Сараево, където остава при брат си (духовник). По-късно се завръща и остава в Любляна до края на живота си.
На 12 май 1913 г. изнася забележителна лекция на тема „Словенци и южнославяни“ в люблянския „Местен дом“, след което е арестуван заради декларацията, която защитава Южнославянския политически съюз. Следващата година отново го арестуват, този път във Връхника, заради предполагаемите му симпатии към сърбите. Заточен е в Люблянската крепост и на 9 октомври е освободен. През август същата година умира баща му. Година по-късно Цанкар заминава да служи като войник в Юденбург, но след месец е освободен по болест.
Лятото на 1918 г. прекарва известно време в Блед, а в края на октомври преживява инцидент: пада по стълбите и получава тежки травми. Умира на 11 декември 1918 г. в Любляна (Словения). Погребан е в люблянското гробище, където са погребани също Йосип Мурн, Драготин Кете и Отон Жупанчич.

## Творчество
Иван Цанкар се нарежда между четиримата представители на Словенския модернизъм (заедно с Мурн, Кете и Жупанчич). Цанкар започва да пише още в студентските си години. Публикува стихотворения във „ВРТЦ“ и „Люблянски звон“. През годините, прекарани във Виена, членува в литературния клуб на словенските писатели, чиито други членове са Отон Жупанчич, Фран Говекар, Франк Елер.
В началото Цанкар пише в духа на реализма, по-късно се пренасочва към неореализма, за да премине в символизъм накрая.
През 1899 г. излизат стихосбирките „Еротика“ и „Винетки“. В епилога на тези творби започва да личи отклонението му от реализма.
| „ | Враг на всяка теория! Моите очи не са безжизнен апарат, моите очи са покорен орган на моята душа – на душата ми и нейната красота, нейното състрадание, нейните любови и нейните омрази. | “ |

Времето, в което са публикувани Цанкаревата „Еротика“ и Жупанчичевото „Време на опиянение“ (1899) се смята за начало на Словенския модернизъм. Още с излизането си „Еротика“ предизвиква скандали и шокира хората. Антон Бонавентура, който по това време е люблянски архиепископ, заповядва да се изкупят и изгорят всички копия, както и става, но това няма трайни последствия и още на другата година стихосбирката отново е издадена. Скоро след това Цанкар се насочва към прозата.
През 1900 г. Цанкар започва да се занимава вече със социално-ангажирана литература. Следващата година излиза неговата сатирична комедия „За благото на народа“. През 1902 г. излиза романът „На стръмнината“ – в памет на майка му. Някои части от романа са основани на случки от истинския живот на Цанкар, а сюжетът разказва за трудностите и борбата на семейство за оцеляване.
Същата година излиза първата политическа драма на Цанкар „Кралят от Бейтаново“.
„Госпожа Юдит“ и „Къщата на Мария Помощница“ излизат през 1904. През 1907 публикува своята най-известна повест „Слугата Йерней и неговата правда“. Най-известната му лекция остава „Словенци и Южни славяни“, която изнася през 1913 г. в Любляна.
Много хора провъзгласяват Цанкар за най-добрия словенски прозаик и със сигурност един от най-добрите драматурзи на Словения, наред със Славко Грум. По един или друг начин той се вписва във всички форми на словенската литература. По-късно социални реалисти често се осланят на образа „майката на Цанкар“. Годината на смъртта на Иван Цанкар, 1918, се смята за края на Словенския модернизъм.

## Псевдоними
Цанкар използва псевдоними и съкращения.
Съкращения от истинското му име:
Ц.И. – Ив. Ц. – И.Ц.
Многократни псевдоними:
Трошан / Иван Савелев / Иван Градар / Т. / Ив. Градар / И.Г. / А.Б. / Савелев / Евстахий
Еднократни псевдоними:
Препирачев / Юлиян Марк / И.Ц. Трошан / Мот / Мразов / Грахар / Травен / Щефан Шмук / Алойзий Град / Феликс Вран / С.Г. / П.Зх. / Крол Старал / Антон Крамар / П.Р. / Антон Л. / Градар / Алойзий Бенда / И.Ц. Евстахий / Иван Мот / Иван Доб / Вазилий / Иван Млакар

## Памет
Името на Цанкар носят „Цанкарев дом“ в Любляна и „Цанкарев дом“ във Върхника.
На него са наименувани улици в много градове в Словения.
На него е наименувана част от Люблянската планина Рожник (Цанкарев връх).
Цанкар е изобразен също на банкнотата от 10 000 словенски толара.

### Поезия
- Еротика (1899, второ променено издание 1902)

### Проза
- Винетки (1899)
- Книга за лекомислените хора (1901)
- Чужденци (1901)
- На стръмнината (1902)
- Призори (1903)
- Животът и смъртта на Петър Новлян (1903)
- Госпожа Юдит (1904)
- Къщата на Мария Помощница (1904)
- Кръстът в планината (1904)
- Бездомникът Марко и крал Матия (1905)
- В месечината (1905)
- Мартин Качур (1906)
- Нина (1906)
- Смъртта и погребението на Якоб Нещастни (1906)
- Алеш от Разор (1907)
- Слугата Йерней и неговата правда (1907)
- Нов живот (1908)
- Истории от долината на свети Флориан (1908)
- Кукер (1909)
- Съседът Лука (1909)
- Зад кръста (1909)
- Разкази (1911)
- Воля и власт (1911)
- Милан и Милена (1913)
- Образи от сънищата (1920)
- Минавайки покрай живота (1920)
- Моят живот (1920)
- Грешникът Ленарт (1921)

### Драми
- Якоб Руда (1901)
- За благото на народа (1901)
- Кралят на Бейтаново (1902)
- Поквара в долината на свети Флориан (1907)
- Слуги (1910)
- Хубавата Вида (1912)
- Романтични души (1897, изд. 1922)

### Есеистика
- Кърпанова кобила (1907)
- Бяла хризантема (1910)

### Преводи
на български език
- Иван Цанкар. Слугата Йерней и неговата правда: разкази и новели. Преведе от словенски Венцеслава Йорданова. София: Народна култура, 1958 г. – 371 стр.
- Иван Цанкар. Еротика. Поезия. Съставителство, превод от словенски и коментарен апарат Людмил Димитров. София: Нов Златорог 2016, 244 стр. ISBN 987-954-492-253-5
- Иван Цанкар. Избрани пиеси. Съставителство, предговор и бележки Людмил Димитров. Превод от словенски. София: Факел 2018, 240 стр. Съдържа: „Романтични души“ (превод Людмил Димитров), „Кралят на Бетайново“ (превод Елисавета Багряна), „Слуги“ (превод Людмил Димитров) ISBN 987-954-411-251-6
- Иван Цанкар. Образи от сънищата. София, Силует 2019, 128 стр. Превод от словенски Елена Стоянова, Симона Михайлова, Ива Гринко, Ева Шпрагер. ISBN 978-619-194-047-9
- Иван Цанкар. Поквара в долината на свети Флориан. В: Мъртвият идва за любимата си. Пет словенски пиеси. София: Ерго 2021 г., 35-85 стр. Съставителство, превод от словенски език, предговор и бележки Людмил Димитров. ISBN 987-619-259-017-8